# Moabosaurus
Microdontosaurus (nghĩa là "thằn lằn Moab") là tên không chính thức cho một chi khủng long chưa được mô tả sống vào thời kỳ Creta sớm.